# Jerry Perenchio
Andrew Jerrold Perenchio, meglio conosciuto come Jerry Perenchio (Fresno, 20 dicembre 1930 – Bel Air, 23 maggio 2017), è stato un produttore cinematografico, promoter e organizzatore di eventi sportivi, televisivi e musicali statunitense.
È l'ex presidente e CEO della Univision, la più grande azienda spagnola degli Stati Uniti d'America, nonché uno degli uomini più ricchi del mondo.

## Biografia
Si trasferisce presto a Los Angeles per lavorare come agente per giovani talenti di Hollywood. Tra i suoi clienti, Marlon Brando e Elizabeth Taylor. Il 1971 è un anno cruciale per la sua carriera: si fa conoscere nel mondo della televisione come organizzatore del celebre Monsanto presents Mancini, uno show musicale trasmesso in televisione, condotto da Henry Mancini e con ospiti d'eccezione come Bing Crosby, Frank Sinatra, Nancy Wilson, Andy Williams ed Elton John.
Lo stesso anno organizza uno dei più maestosi eventi sportivi e televisivi di sempre, il Fight of the Century, ovvero l'incontro di pugilato tra Muhammad Ali e Joe Frazier. I due pugili vennero pagati cinque milioni di dollari ciascuno. L'evento, oltre ad essere stato tra i più seguiti della storia della televisione, pose le basi per quella che ora è la pay-per-view, in quanto primo programma televisivo sportivo a pagamento. Solo due anni dopo organizza un altro evento televisivo sportivo epocale, il The Battle of the Sexes, un incontro di tennis tra un uomo, Bobby Riggs (numero uno del tennis anni trenta e quaranta), e una donna, Billie Jean King (campionessa di tennis degli anni settanta), tenutosi a Houston, Texas, ad oggi l'incontro di tennis col pubblico più numeroso di sempre, con più di trentamila presenze.
Nel 1985, insieme ai produttori cinematografici Bud Yorkin e Norman Lear, Perenchio vende la Tandem Productions e la Embassy Television alla Coca-Cola (allora proprietaria della Columbia Pictures, ora in mano alla Sony) per 485 milioni di dollari in azioni Coca-Cola. Lo stesso anno acquista i Loews Theaters per 160 milioni di dollari, e li vende un anno dopo alla TriStar Pictures per 300 milioni di dollari. Nel 1990 prende le redini della Act III Communications, acquistata per 65 milioni di dollari, e la vende dopo quattro anni per 500 milioni di dollari. Ma l'affare più redditizio in assoluto per Perenchio sarà l'acquisto di Univision per 500 milioni di dollari nel 1993, e la sua vendita nel 2006 per 13,5 miliardi di dollari. In questi tredici anni, Perenchio è riuscito a trasformare l'azienda da piccola emittente in lingua spagnola a multinazionale al pari dei grossi broadcasting quali NBC, CBS, ABC e Fox Network. Perenchio è anche un noto finanziatore del Partito Repubblicano americano: ha donato 4 milioni di dollari per la campagna elettorale del 2004, e 5 milioni di dollari per la campagna elettorale del 2006.

## I diritti suBlade Runner
Insieme col produttore cinematografico Bud Yorkin, Perenchio detiene i diritti del film cult di fantascienza Blade Runner (1982), acquisiti nel momento in cui la loro Tandem Productions, insieme a Sir Run Run Shaw e The Ladd Company, decise di finanziare la produzione del film ormai andato fuori budget. La pellicola è stata tra le prime ad essere riversata su DVD, ma il trasferimento sul nuovo supporto digitale risultò di scarsa qualità, e la commercializzazione venne presto annullata. Per tanti anni, Perenchio negò il permesso di nuove edizioni in DVD, compresa la Special Edition prevista per il 2001. Finalmente, nel 2004 venne rilasciato il permesso per la 25th Anniversary Edition, un cofanetto speciale contenente tutte le sette versioni del film, compresa la nuova e definitiva Final Cut.

## Produzioni

### Cinema
- Blade Runner (1982)

### Televisione
- Fight of the Century - show televisivo sportivo (1971)
- Monsanto Presents Mancini - show televisivo musicale (1971)
- Andy Williams Presents - show televisivo musicale (1974)